# Arezzo
Arezzo (ókori neve: Arretium) város Közép-Olaszország Toszkána régiójában. Arezzo megye fővárosa. Arezzo mintegy 80 kilométerre fekszik Firenzétől délkeleti irányban. Tengerszint feletti magassága 296 méter, lakossága 2014-ben elérte a 103 400 főt.

## Története
Etruszk eredetű város. A római időkben, különösen a köztársasági időszakban, Arezzo fontos szimbóluma a római terjeszkedésnek északra, és stratégiai elhelyezkedése folytán a birodalom védőbástyája is volt a gallok ellen, s a Római Birodalom idején állandó helyőrségi központ volt. Itt vezet át az ókori Via Cassia. A 4. században püspöki székhely is volt. 
A mai modern nagyváros legrégebben épült városmagjának középkori hangulatú főterén található a város híres szülöttéről, a híres író, festő és építész Giorgio Vasariról elnevezett kávézó. A híres polihisztornak köszönhetjük az Uffizi képtár jelképes épületét.
A városban játszódott Az élet szép című film, amit II. János Pál pápa kedvenc filmjeként tartottak számon, Toszkána szülötte Roberto Benigni filmrendező főszereplésével.

## Híres szülöttei
- Arezzói Guidó, az első szolfézs megalkotója
- Giorgio Vasari, író, festő és építész
- Dylan és Cole Sprouse, színész-testvérpár

## Fő látnivalók

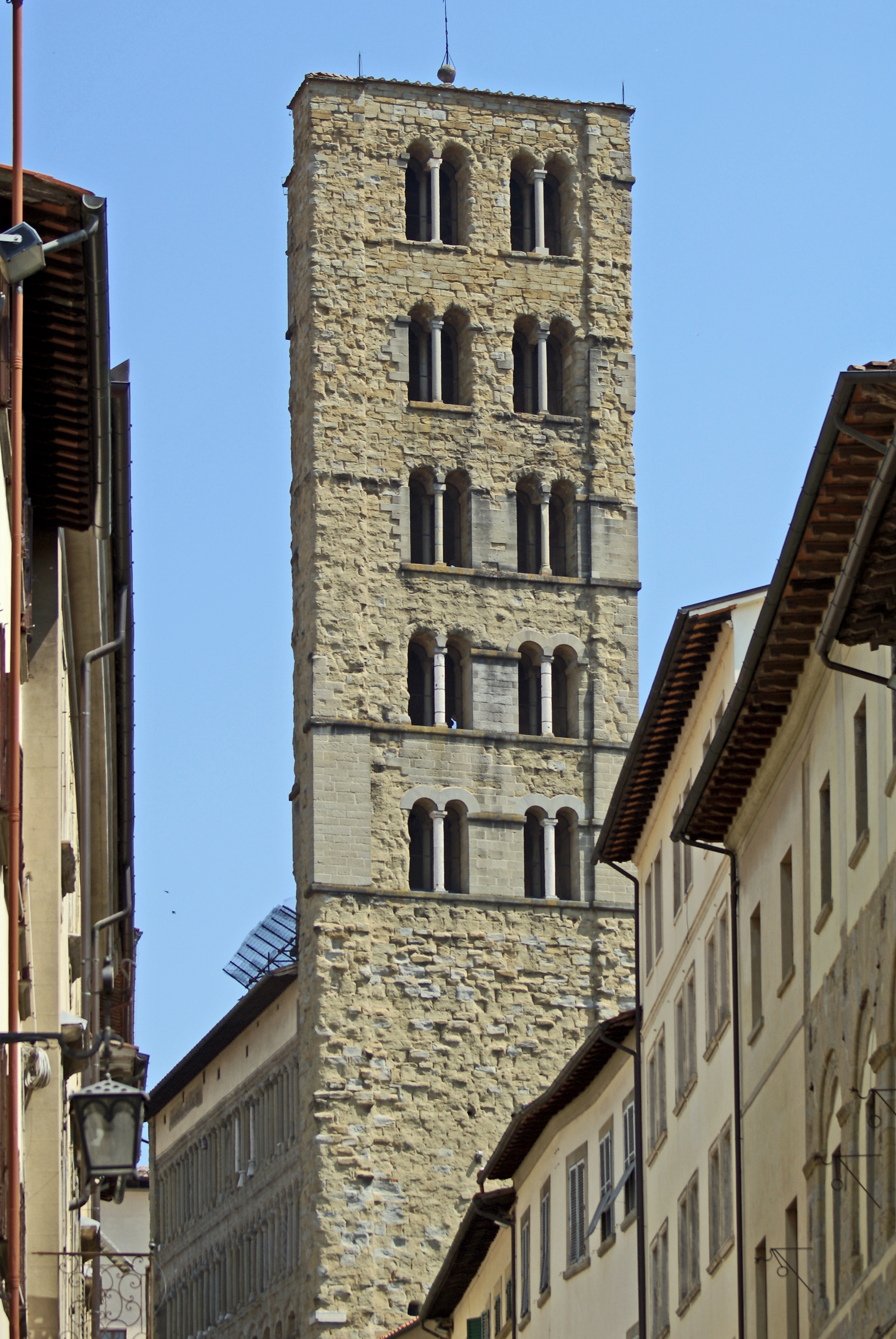
A Santa Maria della Pieve-templom harangtornya

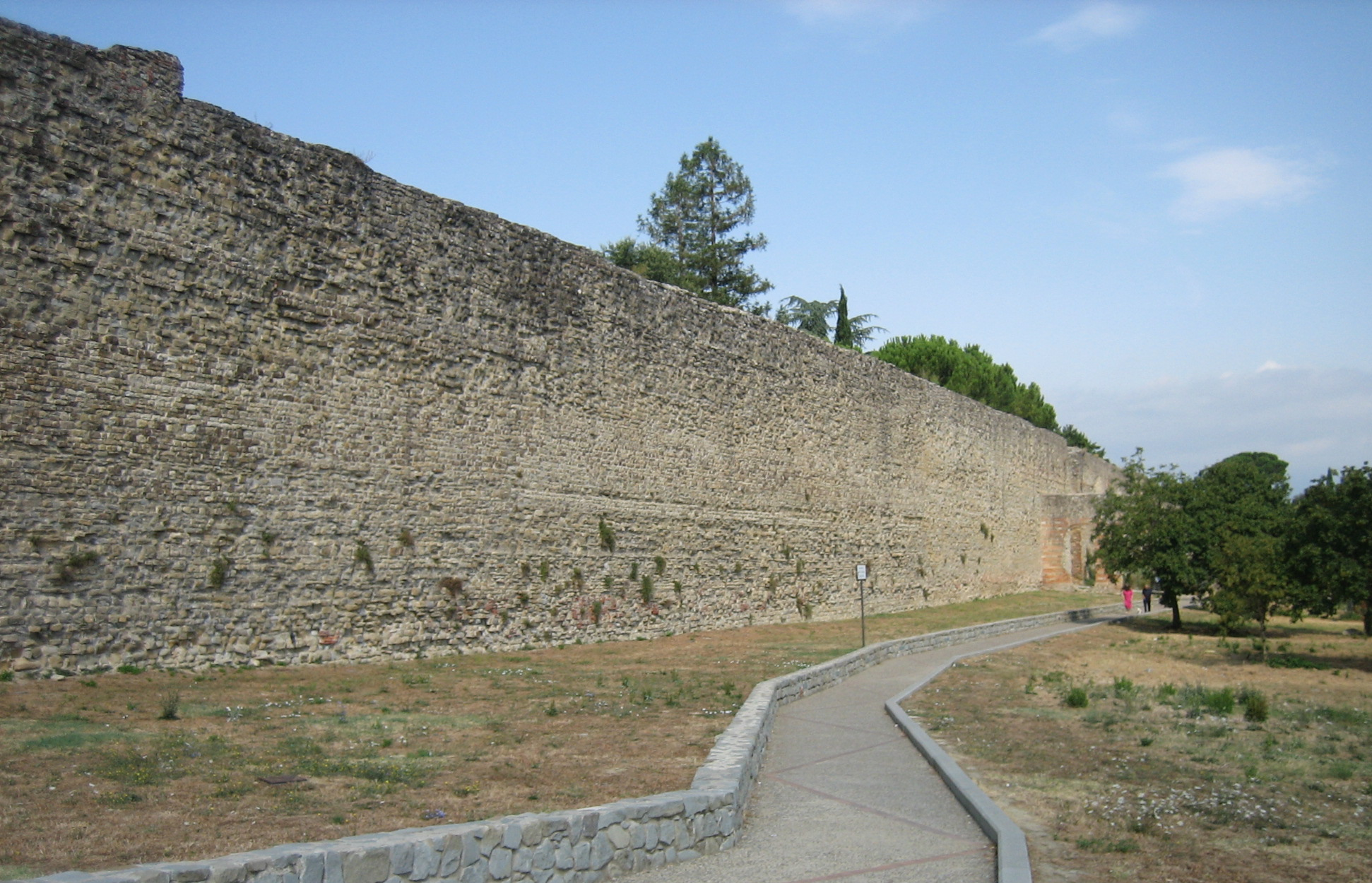
Arezzo városfala

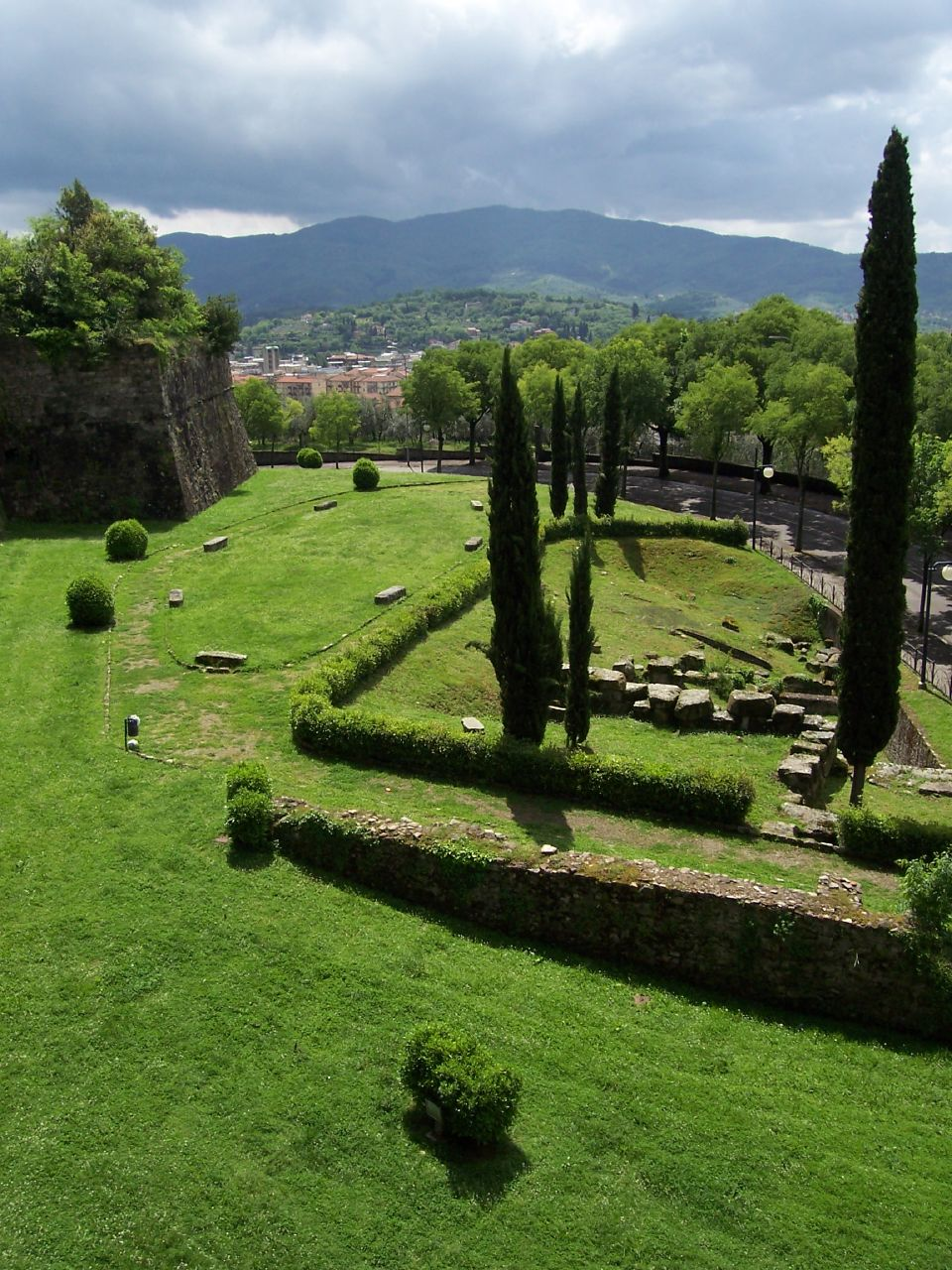
A Medici-erőd romjai

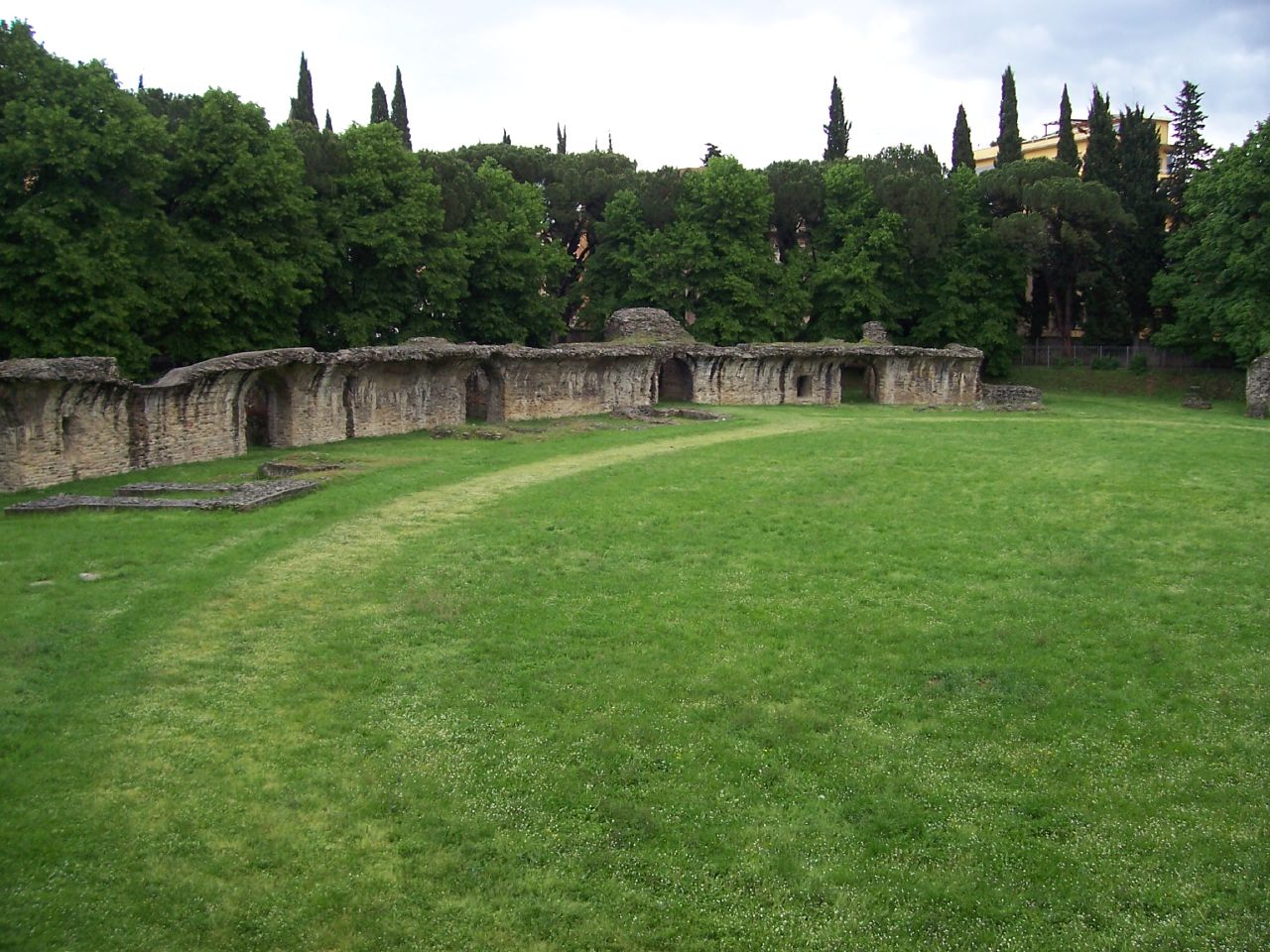
Amfiteátrum

### Piazza Grande
A Piazza Grande a város leghíresebb középkori tere, amely a Santa Maria della Pieve - egy 13. századi román templom - szomszédságában nyílik. A teret számos palota övezi, köztük a Fraternita dei Laici, a Palazzo Cofani-Brizzolari a Torre Faggiolana lakótoronnyal, és a Palazzo del capitano del popolo maradványai.

### Templomok
- Szent Donát gótikus katedrálisa (13-16. század): a homlokzat befejezetlen, a 20. században hozzáépítettek. Az épület nevezetességei közé tartozik Piero della Francesca freskója, a középkori üvegablak, a Tarlati-kápolna, valamint X. Gergely pápa síremléke.
- San Francesco-bazilika (13-14. század): toszkán-gótikus stílusban épült. A Bacci-kápolnában Piero della Francesca freskója látható. A templom alatt egy másik bazilika fekszik, ahol ma kiállításokat rendeznek.
- Santa Maria della Pieve-templom: a 12. században épült, majd egy évszázaddal később bővítették.
- San Domenico-bazilika (13–14. század): a belső tér 13–14. századi itáliai remekműveknek ad otthont.
- Santa Maria in Gradi: 11-12. századi középkori templom, melyet a 16. században újjáépítettek.
- Sant'Agostino-templom
- Szent Flóra és Lucilla apátság (12. század): a nyolcszögletű harangtorony 1650-ben épült.
- San Lorenzo: a város egyik legrégebbi temploma, 1000. előtt épült. Több alkalommal is újjáépítették: a 13. században, 1538-ban, illetve 1705-ben.
- Santa Maria delle Grazie: a templom 1435 és 1444 között épült.
- Santa Maria a Gradi
- Santissima Trinità-templom (1348)
- Santa Maria Maddalena: 1561-ben épült, 14. század előtti stílusban, a templom ma magántulajdon.
- Pieve di San Paolo
- Pieve di Sant'Eugenia al Bagnoro
- Pieve di San Donnino a Maiano

### További nevezetességek
- Romai kori amfiteátrum és múzeum
- Palazzo dei Priori
- Medici-erőd (Fortezza Medicea)
- Palazzo Camaiani-Albergotti (14. század)
- Palazzo Bruni-Ciocchi
- Palazzo Pretorio
- Petrarca háza (Casa del Petrarca)
- Vasari-ház és az ott működő múzeum
- Ivan Bruschi háza és az ott működő múzeum
- Gaio Cilnio Mecenate régészeti múzeum
- Unoaerre ékszermúzeum

## Testvérvárosai
- Egyesült Királyság, Bedford
- Olaszország, Montenars
- Franciaország, Saint-Priest
- Magyarország, Eger
- USA, Norman (Oklahoma)

## Fordítás
- Ez a szócikk részben vagy egészben  az   Arezzo című angol Wikipédia-szócikk ezen változatának fordításán alapul.  Az eredeti cikk szerkesztőit annak laptörténete sorolja fel. Ez a jelzés csupán a megfogalmazás eredetét és a szerzői jogokat jelzi, nem szolgál a cikkben szereplő információk forrásmegjelöléseként.